# Alameda da Encarnação
Die Alameda da Encarnação ist eine Straße im Nordosten der Stadtgemeinde Olivais der portugiesischen Hauptstadt Lissabon. Sie führt von der Avenida de Berlim in nordwestlicher Richtung zur Rua dos Lojistas. 

## Geschichte
Die Alameda da Encarnação bildet die zentrale Achse des symmetrisch in Form eines Schmetterlings angelegten Straßennetzes des Stadtviertels Encarnação, das zwischen 1940 und 1943 nach Plänen des Architekten Paulino Montez in Tradition der europäischen Gartenstädte errichtet wurde. Per Erlass der Câmara Municipal von Lissabon erhielt sie am 15. März 1950 ihren Namen.
Kurz nach ihrem Beginn öffnet sich die Straße zu einem zweiachsigen Straßenzug mit einer breiten Grünanlage in der Mitte. Sie führt auf eine Parkanlage zu und findet mit der Igreja de Santo Eugénio ihren städtebaulichen Abschluss.
Koordinaten: 38° 46′ 19,3″ N, 9° 7′ 12,2″ W